# Château de Bainville-aux-Miroirs
Le château de Bainville-aux-Miroirs est un château fort médiéval situé à Bainville-aux-Miroirs, dans l'actuel département de Meurthe-et-Moselle.

## Localisation
Le château, construit à proximité de l'église et d'un prieuré bénédictin (suivant la règle de Saint Gorze édictée à partir de 933 et probablement fondé à l'occasion de cette réforme au sein de l'ordre de Saint Benoit) qui lui sont antérieurs, est à l'écart du village actuel de Bainville-aux-Miroirs. La seigneurie, la cure (église et propriétés, droits, annexes) et le prieuré sont mitoyens. Après une période d'abandon par les moines, au XVIIe siècle, le domaine est vendu par le clergé toulois et réhabilité en exploitation agricole. Les archives départementales conservent les traces de nombreux conflits entre les différentes entités. Les litiges étaient réglés par les instances supérieures, les différents suzerains des Vaudémont d'une part, et l'abbaye de Saint-Evre (qui, relevant du clergé régulier, conservera tout de même longtemps le privilège de nommer le curé de la paroisse, personnel du clergé séculier et relevant donc théoriquement de l'évêque) à Toul pour le prieuré, d'autre part, à laquelle il est rattaché peu après sa fondation au Xe siècle. Le rattachement est consenti par le fondateur, un puissant seigneur laïc, Arnould, version romane / Arnulf, version germanique, par des actes de 957 et 963. En 1263, Ferri III, duc de Lorraine, prend la défense des moines contre le comte de Vaudémont, qui empiète sur les possessions du prieuré avec ses constructions. En 1268, un accord met un terme à ce conflit majeur : les droits seigneuriaux de l'abbaye sont rétablis et celle-ci reconnaît officiellement l'existence de la forteresse.
Elle occupe la partie septentrionale d'un éperon rocheux dominant la Moselle à laquelle il fait face, cette situation favorise à la fois la défense et l'observation des environs.

## Historique

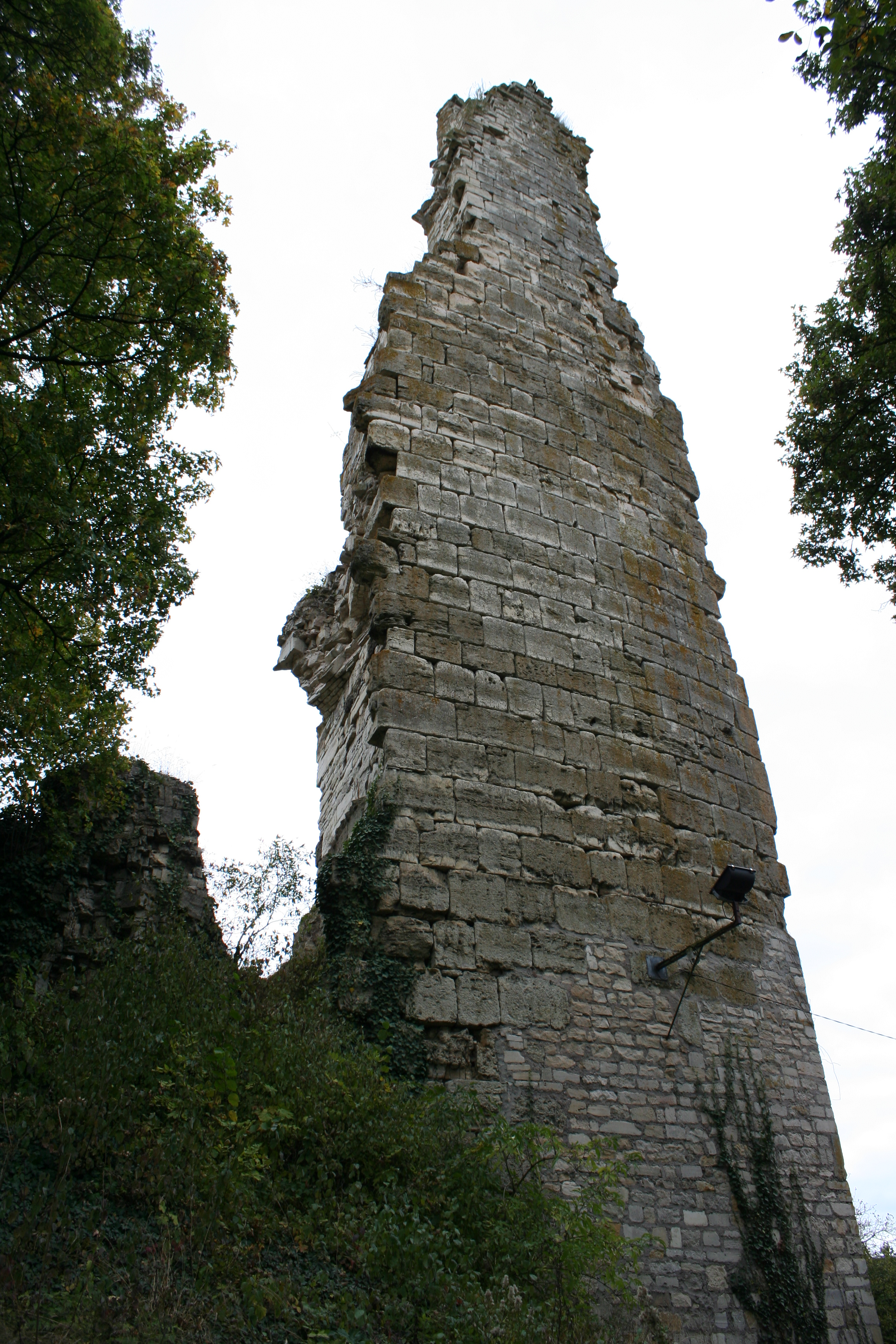
Le parement du donjon en moyen appareil (en bas, réfection récente)

Le château médiéval de Bainville-aux-Miroirs a été construit vers 1263 par le comte Henri Ier de Vaudémont. Jean de Bayon annonce, dans sa chronique de l'abbaye de Moyenmoutier (Chronicon Mediani-Monasteri), que la construction remontait à l'année 1261. Cette date correspond à des conflits entre d'une part le comte de Vaudémont et d'autre part le duc de Lorraine et l'évêque de Metz. Comme l'attestent de nombreux conflits avec la paroisse et un prieuré qui sont voisins, cet ensemble a été remanié, agrandi, jusqu'à sa destruction.
Des analyses au carbone 14 réalisées en 2007 sur le liant de la structure du donjon (même si le terme « donjon » n'était pas utilisé dans cette région) révèlent que sa construction est beaucoup plus récente ; elle se situe dans le deuxième quart du XVe siècle, soit peu de temps avant sa destruction.
Il est actuellement impossible de déterminer si seul le donjon ou si tout le château a été remanié à cette occasion.
Une alliance, via un mariage, des Vaudémont avec les Neufchatel et donc la Bourgogne, inacceptable pour le duché de Lorraine, entraîne à terme une expédition punitive dans tout le comté. La forteresse de Vaudémont elle-même est assiégée et prise tout comme Vézelize. C'est à cette occasion que les troupes lorraines ruinent cet ouvrage en 1468. Après la mort de Charles le Téméraire sous les murs de Nancy en 1477, le duc de Lorraine confisque à titre personnel la seigneurie de Bainville, elle est retranchée du comté de Vaudémont, les privilèges et les revenus sont redistribués et il interdit tout relèvement de l'édifice. Dès lors, le site ni réutilisé ni protégé, fournira opportunément et pendant des siècles, jusqu'au début du XXe siècle, des matériaux de réemploi. On ne trouve ni pierre de taille ni pierre de parement dans le cône d'éboulis, seulement du moellon irrégulier de remplissage intérieur lié en vrac à la chaux entre les deux parois d'un mur. L'emploi de cette méthode se voit très bien sur les côtés et l'arrière de la grande aiguille subsistante.

## Description
Le donjon flanquait l'extrémité sud-ouest du château, il dessine un plan ovoïde de 26 × 21,5 mètres. L'épaisseur de ses maçonneries comprise entre 5 et 8 mètres est considérable. Sa hauteur, aujourd'hui réduite à 26 mètres, avoisinait les 30 mètres. Il constitue donc à lui seul un ensemble imposant.
Le château ne se résumait pas à ce seul donjon, même si le manque de vestiges tangibles et l'absence de sondages archéologiques (situation à la fin de 2009) ne permettent pas de reconstituer totalement le tracé de l'enceinte. Les restes d'une courtine à l'est du site et l'absence de tout vestige au nord suggèrent la présence d'une basse-cour. En tout état de cause, la partie sommitale de l'éperon devait être singulièrement encombrée et intriquée par ce triple voisinage (forteresse, église et prieuré) pas toujours paisible. Il est manifeste que les vestiges actuellement visibles émergent du cône d'éboulis de l'ensemble qui débordent et masquent l'implantation au sol. On distingue encore clairement une partie des fossés qui séparaient le château et le cimetière, occupée aujourd'hui par un jardin à gauche de l'escalier qui mène au cimetière. Henri Lepage dans l'introduction de son ouvrage Les communes de la Meurthe de 1853, page LII, signale l'existence aux archives départementales d'un plan de l'emplacement et dépendances du château de Bainville aux Miroirs.

## État actuel

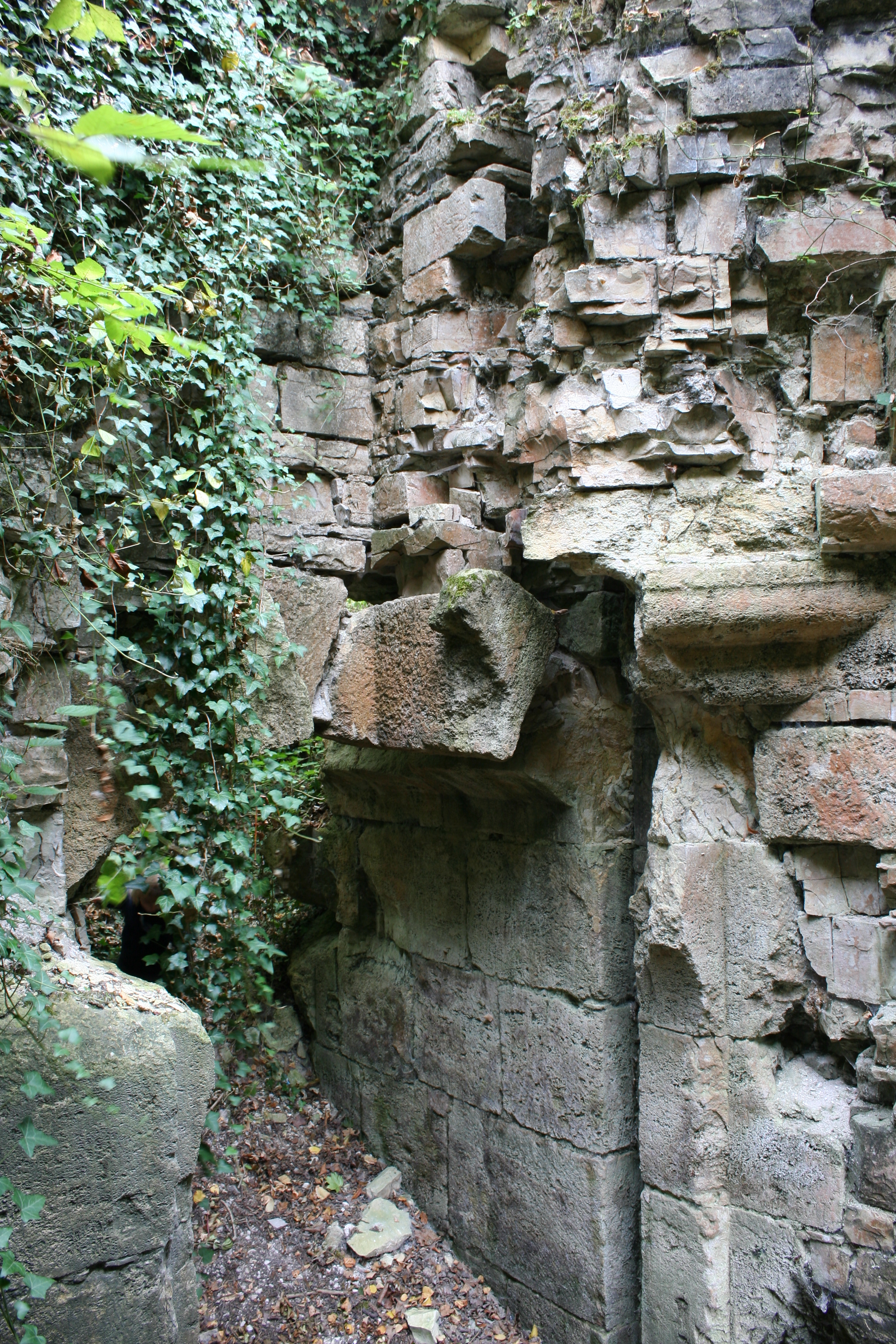
Le dispositif de défense de l'entrée du donjon : un assommoir et une herse

Le château est actuellement à l'état de ruine.
La base du donjon qui présentait un enlèvement de matière important a été confortée par des travaux récents.
Subsistent essentiellement un mur de soutènement qui portait une courtine et les restes d'un imposant donjon, en particulier, une aiguille de pierre de 26 mètres de hauteur. On peut y voir, à quelques mètres de son faîte, la naissance d'une croisée d'ogives appartenant à une salle du troisième étage. Il y a sous cette aiguille une petite salle dont l'accès est aujourd'hui comblé.
Une remarquable et vaste salle voûtée, en enfilade du vestibule, est visible ainsi qu'une partie du dispositif de défense de l'entrée du donjon : la porte d'entrée est suivie d'une herse protégée par un assommoir dont la cheminée est toujours haute de plusieurs mètres.
La herse et l'assommoir donnent directement sur un très petit vestibule parfaitement hexagonal. Au sol du vestibule, juste avant l'accès à la salle voûtée, à droite, quand on tourne le dos à l'entrée principale, il subsiste les premières marches d'un escalier en colimaçon qui desservait une chambre de tir et les niveaux supérieurs. Ce vestibule hexagonal forme aujourd'hui une sorte de puits de plusieurs mètres de haut. Dans ses parois on peut distinguer des emplacements d'éléments en bois ( Poutres, etc.).
Les abords de la tour en ruine étant dangereux et le risque de chute de pierres existant, le site est interdit au public (périmètre de sécurité).
Le site est protégé en tant que  Site classé.